# 211 (szám)
A 211 (kétszáztizenegy) a 210 és 212 között található természetes szám.

## A matematikában
A 211 prímszám, primoriálisprím. Kiegyensúlyozott prím.
A 211 az első szám, ami minden nála kisebb számnál több, 20 különböző szám valódiosztó-összegeként áll elő, ezért erősen érinthető szám.
Középpontos tízszögszám.